# Burkholderia mallei
Burkholederia mallei è un batterio gram negativo dotato di metabolismo aerobico. È l'agente eziologico della morva, una malattia infettiva e contagiosa degli equini a decorso cronico, trasmissibile all'uomo, una malattia estremamente rara solitamente ad esito infausto.
La diagnosi dell'infezione si ha con l'isolamento colturale del batterio, o con l'inoculazione intraperitoneale (in un organismo cavia maschio) del materiale biologico sospetto: Burkholderia mallei causa un'orchite nella cavia. È sensibile a sulfamidici, diaminopirimidine e tetracicline che possono essere associate al cloramfenicolo.